# Цибулевка (Каменец-Подольский район)
Цибулевка (укр. Цибулівка) — село в Каменец-Подольском районе Хмельницкой области Украины.
Население по переписи 2001 года составляло 550 человек. Почтовый индекс — 32320. Телефонный код — 3849. Занимает площадь 0,615 км².

## Местный совет
32376, Хмельницкая обл., Каменец-Подольский р-н, с. Пановцы